# Meliton
A Meliton görög eredetű férfinév, jelentése valószínűleg mézzel teletöltő.

## Gyakorisága
Az 1990-es években szórványos név, a 2000-es években nem szerepel a 100 leggyakoribb férfinév között.

## Névnapok
- április 24.[2]
- szeptember 15.[2]

## Híres Melitonok
- Szardeszi Meliton 2. századi egyházatya